# Comuna Buțniv
Buțniv (în ucraineană Буцнів) este o comună în raionul Ternopil, regiunea Ternopil, Ucraina, formată din satele Buțniv (reședința) și Seredînkî.

## Demografie
Componența lingvistică a comunei Buțniv
     Ucraineană (99,86%)
     Alte limbi (0,07%)
Conform recensământului din 2001, majoritatea populației comunei Buțniv era vorbitoare de ucraineană (99,86%), existând în minoritate și vorbitori de alte limbi.